# Тудель Іван Іванович
Тудель Іван Іванович (* 2 червня 1914 року, с. Талалаївка Роменський повіт Полтавська губернія -  †14 січня 1996 року, м. Чернівці) — громадсько-політичний діяч, господарник.

## Біографія
Іван Тудель народився 2 червня 1914 року у селищі Талалаївка Чернігівської області у сім'ї лісника. Трудову діяльність розпочав після закінчення сільськогосподарського технікуму на посаді головного агронома. Згодом працював директором Сокирянської машинно-тракторної станції (МТС) у Чернівецькій області, обирався головою Сокирянського райвиконкому, очолював райком профспілки працівників сільського господарства Сокирянського району, в останні роки — директор інкубаторної станції в м. Сокиряни.

## Громадська діяльність
- Депутат Сокирянської районної ради депутатів трудящих.
- Член Сокирянського райкому Компартії України.
- Член бюро Сокирянського райкому КПУ.
- Член райкому профспілии працівників сільського господарства Сокирянського району.

## Відзнаки, нагороди
- Медаль «За доблесну працю у Великій Вітчизняній війні 1941–1945 рр.».
- Медаль «За освоєння цілинних земель».
- Срібна медаль ВДНХ СРСР.
- Орден Леніна.